# نزار الخزرجي
نزار عبد الكريم فيصل الخزرجي (مواليد 13 تشرين الثاني 1936 في الموصل)، هو رئيس أركان الجيش العراقي الأسبق للفترة من عام 1987 ولغاية 1990 .

## نشأته
ولد في محلّة النبي شيت في مدينة الموصل شمال العراق في 13 نوفمبر 1936 لعائلة عسكرية فوالده العميد عبد الكريم فيصل الخزرجي الذي شارك في حركات الأمن الداخلي، وحركة مايس 1941 ضد القوات البريطانية، وتطوّع للقتال في حرب فلسطين، ولم يحصل على موافقة السلطات آنذاك فأحيل على التقاعد في عام 1959 وهو برتبة عميد في الجيش العراقي، وعمه القائد العسكري إبراهيم فيصل الأنصاري رئيس أركان الجيش العراقي الأسبق وكان جده فيصل محمد الجسّام الخزرجيّ أحد رؤساء عشائر قبيلة الخزرج في العراق 
.

## سيرته العسكرية
تخرّج في الكلية العسكرية ضابط درع عام 1958. في عام 1960 تطوع في القوات الخاصة وعمل بمنصب آمر فصيل سرية لغاية عام 1964، ثم نقل إلى منصب مرافق قائد الفرقة الثانية لغاية عام 1966. التحق بكلية الاركان وتخرج فيها عام 1968. عيّن بمنصب معاون آمر فوج مظليّ، ثم نقل إلى منصب معاون ملحق عسكري في موسكو عام 1968. في العام 1971 نقل إلى منصب آمر فوج مظلي وشارك في حرب 1973 على جبهة الجولان، بعدها نقل إلى منصب ملحق عسكري في الهند في عام 1974 واستمر فيها لغاية 1977. في عام 1977 نقل إلى منصب آمر لواء المشاة الخامس، ثم قائدا للفرقة السابعة وشارك في حرب الشمال من الحرب العراقية – الإيرانية. وفي عام 1983 نقل إلى منصب أمين سرّ عام وزارة الدفاع، ثم قائداً للفيلق الأول، بعدها في العام 1986 تمّ نقله إلى منصب معاون رئيس اركان الجيش للعمليات، ثم قائدا للفيلق الأول مرة أخرى. ثم نقل إلى منصب رئيس أركان الجيش في العام 1987 ولغاية 1990، وفي نفس السنة نقل إلى منصب مستشار في رئاسة الجمهورية في إثر غزو الكويت.